# Briant (Saône-et-Loire)
Briant település Franciaországban, Saône-et-Loire megyében. Lakosainak száma 230 fő (2022. január 1.). Briant Varenne-l’Arconce, Oyé, Saint-Christophe-en-Brionnais, Saint-Didier-en-Brionnais, Sainte-Foy, Saint-Julien-de-Jonzy és Sarry községekkel határos.

## Népesség
A település népességének változása:
| Lakosok száma | 225  | 224  | 227  | 224  | 226  | 228  | 228  | 229  | 230  |
|               | 2013 | 2015 | 2016 | 2017 | 2018 | 2019 | 2020 | 2021 | 2022 |